# Armarium

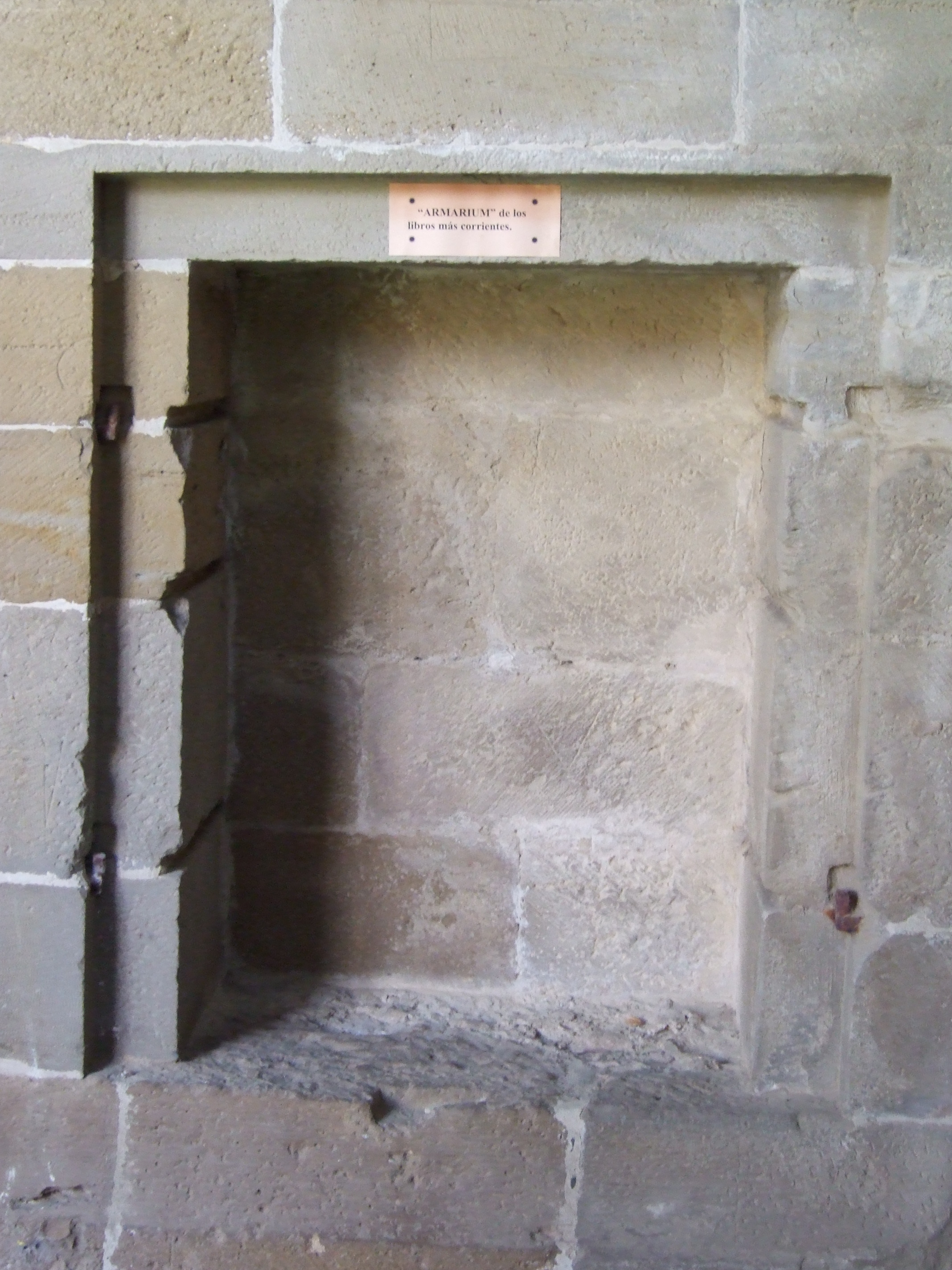
Esempio di un armarium del Monastero dell'Oliva, in Spagna.

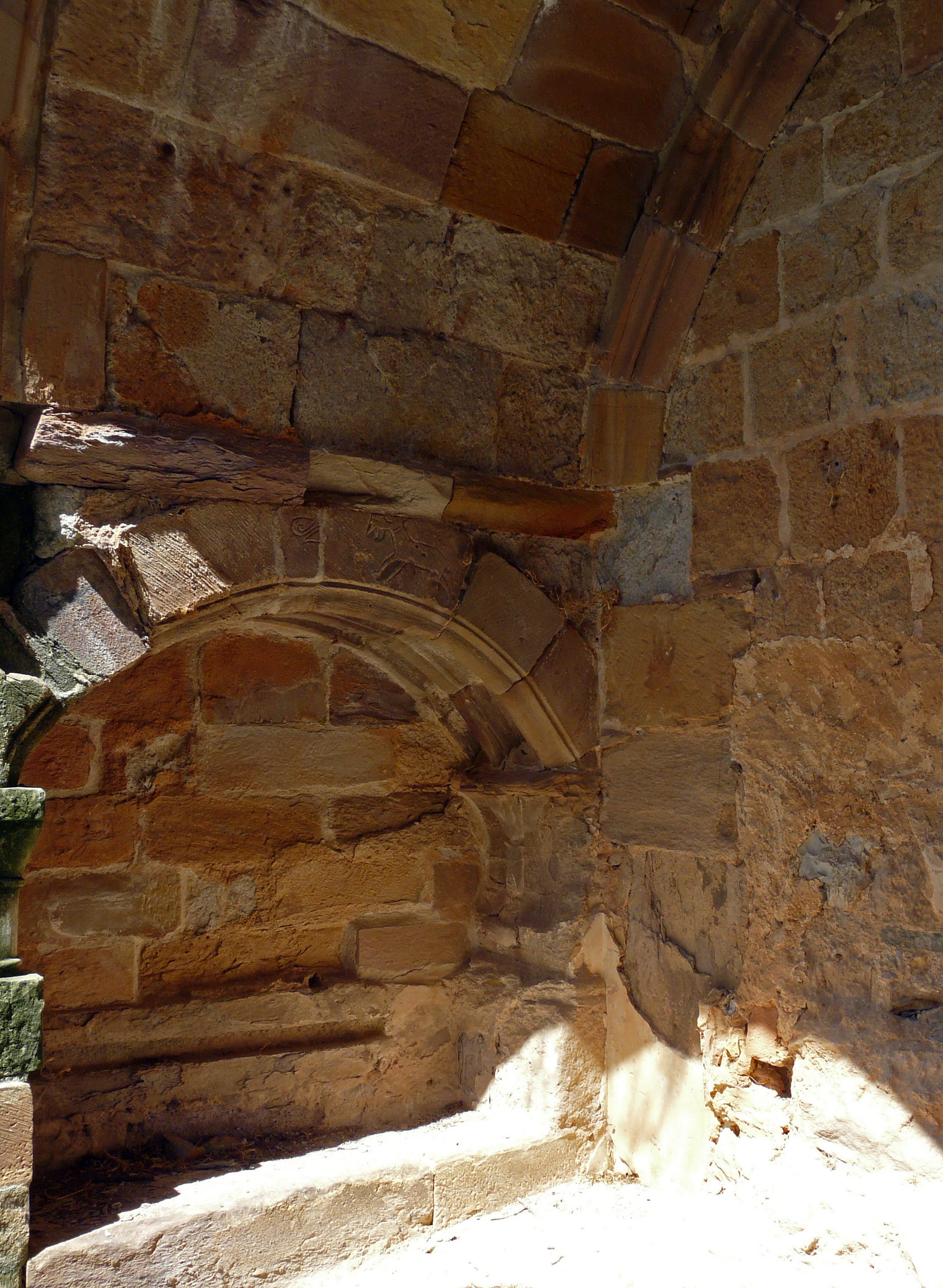
Armarium del Monastero di Moreruela, Granja de Moreruela, Zamora, Spagna

L'armarium (dal latino: armarium; italiano: armadio) è il nome di una particolare nicchia nel chiostro di un monastero. A volte anche armariolum ("armadietto").
I monaci custodivano in tali armaria i loro libri liturgici. Nei monasteri del XII e XIII secolo, quando ancora non si erano imposte le grandi biblioteche – la scarsa quantità di libri non rendeva necessaria una tale quantità di spazio –, gli armaria erano nicchie nella parete orientale del chiostro, tra la sala capitolare e la facciata della chiesa. L'armarium era amministrato da un precentore, che lo manteneva chiuso durante le ore di lavoro fisico, durante la notte e il pasto. Davanti all'armarium ardeva una candela. Dentro si collocavano tavole, che sostenevano i libri. Le porte davano una certa protezione.
In seguito all'aumento del numero di libri nei monasteri, alcuni armaria furono riconvertiti in tombe per l'abate o un altro personaggio importante.